# Casino Militar de Ceuta
El Casino Militar de Ceuta  es un centro de ocio y deporte militar regionalista, con detalles historicistas  de la ciudad española de Ceuta. Se encuentra en el Paseo del Revellín, n º 20 del Península de La Almina, y es un Bien de Interés Cultural.

## Historia
En el año 1853 el General de la Fuente Salvador Pita estableció que la finca 22 de la calle Camoens, del siglo XVIII fuera utilizado cómo el Casino, más tarde denominado `Casino Africano, 'Centro Cultural Militar, Centro Cultural de los Ejércitos y Armadas y actualmente, CDSCMET, Centro Cultural del Ejército.
Si bien el edificio ha sufrido numerosas reformas, casi en su totalidad es de los años 40.

## Descripción

### Exterior
Construido en ladrillo macizo, consta de planta baja, principal y primera. Sus fachadas son austeras, con vanos enmarcadas y la principal cuenta con vanos rectangulares en las plantas bajas y principal y de medio punto en la primera, así como un bloque con la puerta de entrada en la baja, una ventana bífora de arco de medio punto con un balcón redondo y rejas y una primera con una ventana de medio punto.

### Interior
Cuenta con una serie de salones, con la cafetería en la zona delantera, bordeando el patio andaluz.